# Kapitanat Mato Grosso
Das Kapitanat Mato Grosso, portugiesisch Capitania de Mato Grosso, in älterer Schreibung auch Matto-Grosso, war ein General-Kapitanat der Kolonialzeit Brasiliens. Es bestand zwischen den Jahren 1748 und 1821. Abgelöst wurde es durch die Provinz Mato Grosso, aus der 1889 der heutige Bundesstaat Mato Grosso hervorging.

## Geschichte
Durch einen königlichen Erlass (carta régia vom 9. Mai 1748) des portugiesischen Königs Johann V. wurden gleichzeitig das Kapitanat Mato Grosso und das Kapitanat Goiás aus dem größeren Kapitanat São Paulo herausgelöst. Es liegt im Zentrum des südamerikanischen Kontinents und soll 48.000 Quadratleugen (portugiesisch léguas quadradas, 1 légua = 6 Kilometer) umfasst haben, große Teile davon waren noch unerforscht.
Hintergründe: Bereits 1732 zeigte das Schwemmgold in Cuiabá Anzeichen einer Erschöpfung. Die Suche nach neuen Adern führte zum Tal des Flusses Rio Guaporé in den Jahren 1733 bis 1734. Manuel Félix de Lima ging die Flüsse Guaporé, Rio Madeira und den Amazonas hinunter und machte sich 1742 auf den Weg nach Belém in Pará. Über die Flussschifffahrt verkürzte sich der Reiseweg um die Hälfte auf zwei bis drei Monate, der Landweg nach Mato Grosso dauerte bis zu sieben Monaten. Kurz darauf wurden in Goiás im Jahr 1746 und in Mato Grosso im Jahr 1747 nacheinander Diamanten entdeckt. Die Ergiebigkeit dieser neuen Lagerstätten war verantwortlich für die Zerstückelung des Kapitanats von São Paulo, wodurch die Generalkapitanate von Goiás (mit Sitz in Vila Boa de Goyaz, heute Goiás Velho) und Mato Grosso geschaffen wurden.
In Mato Grosso wurde erster Gouverneur und Generalkapitän Antônio Rolim de Moura Tavares, der die ersten Jahre von Rio de Janeiro aus regierte und erst 1751 ankam. Das Hauptquartier in Mato Grosso lag zunächst in Pouso Alegre, später wurde am 19. März 1752 Vila Bela da Santíssima Trindade erste Hauptstadt des Kapitanats, letztlich wurde Cuiabá Hauptstadt. Vila Bela und Cuiabá, das zu der Zeit Vila Real do Bom Jesus de Cuiabá hieß, waren auch Sitz der zwei gleichnamigen Distrikte, in die Mato Grosso unterteilt war. In beiden Hauptstädten installierte die Krone, der ein Fünftel (Quinto) des Gold- und Edelsteinwertes zustand, ein Casa dos Quintos (1751), um die fälligen Steuern zu erheben, und begann mit der Befestigung der westlichen Grenze der Kolonie, um die Schifffahrt und den Besitz der Region zu gewährleisten. Die Unterzeichnung der Verträge mit Spanien, die als Vertrag von Madrid von 1750 und Erster Vertrag von San Ildefonso von 1777 zur Festlegung der Grenzen in der Region bekannt sind, schloss den Prozess ab.

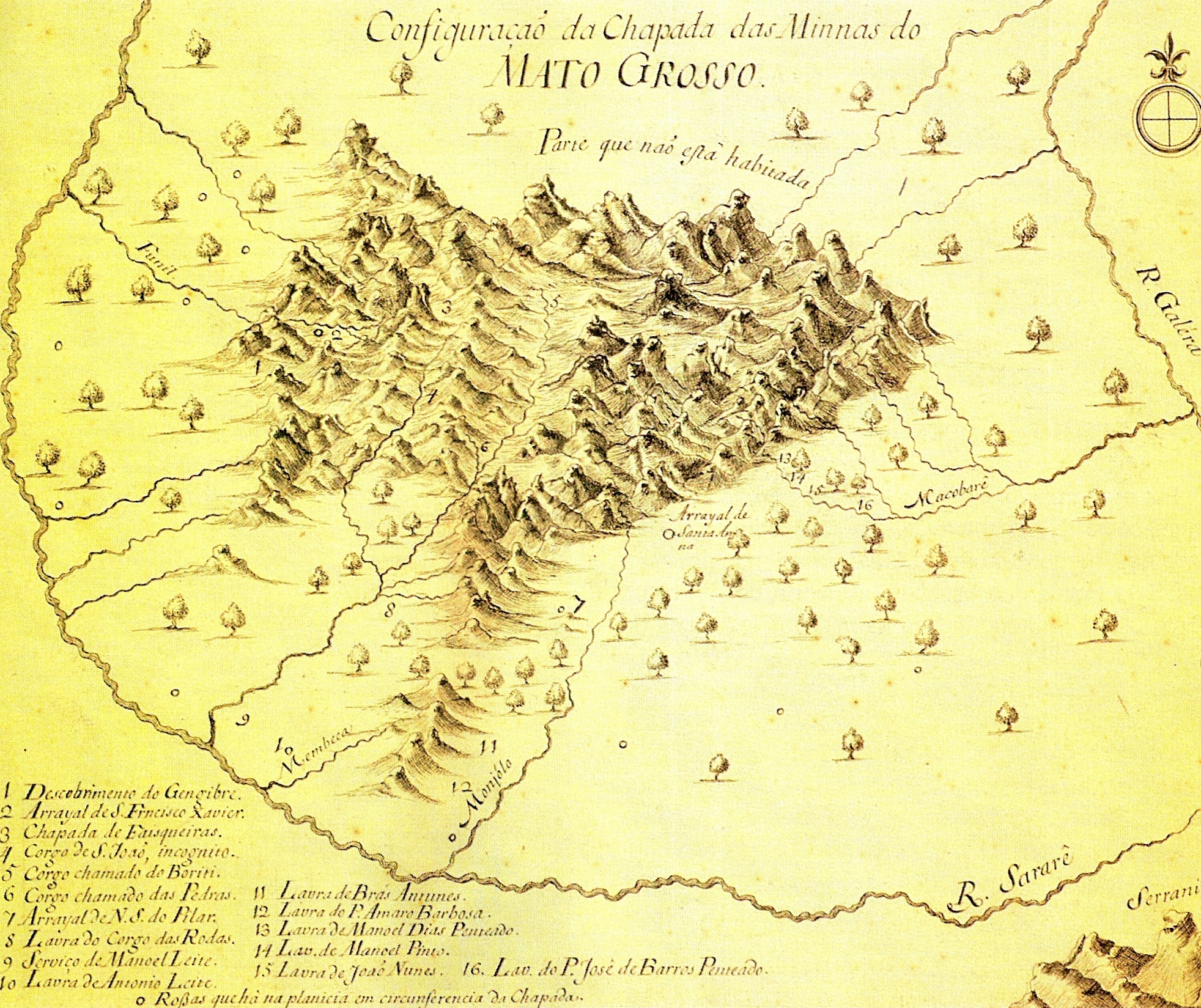
Minenvorkommen in der Region von Vila Bela da Santíssima Trindade
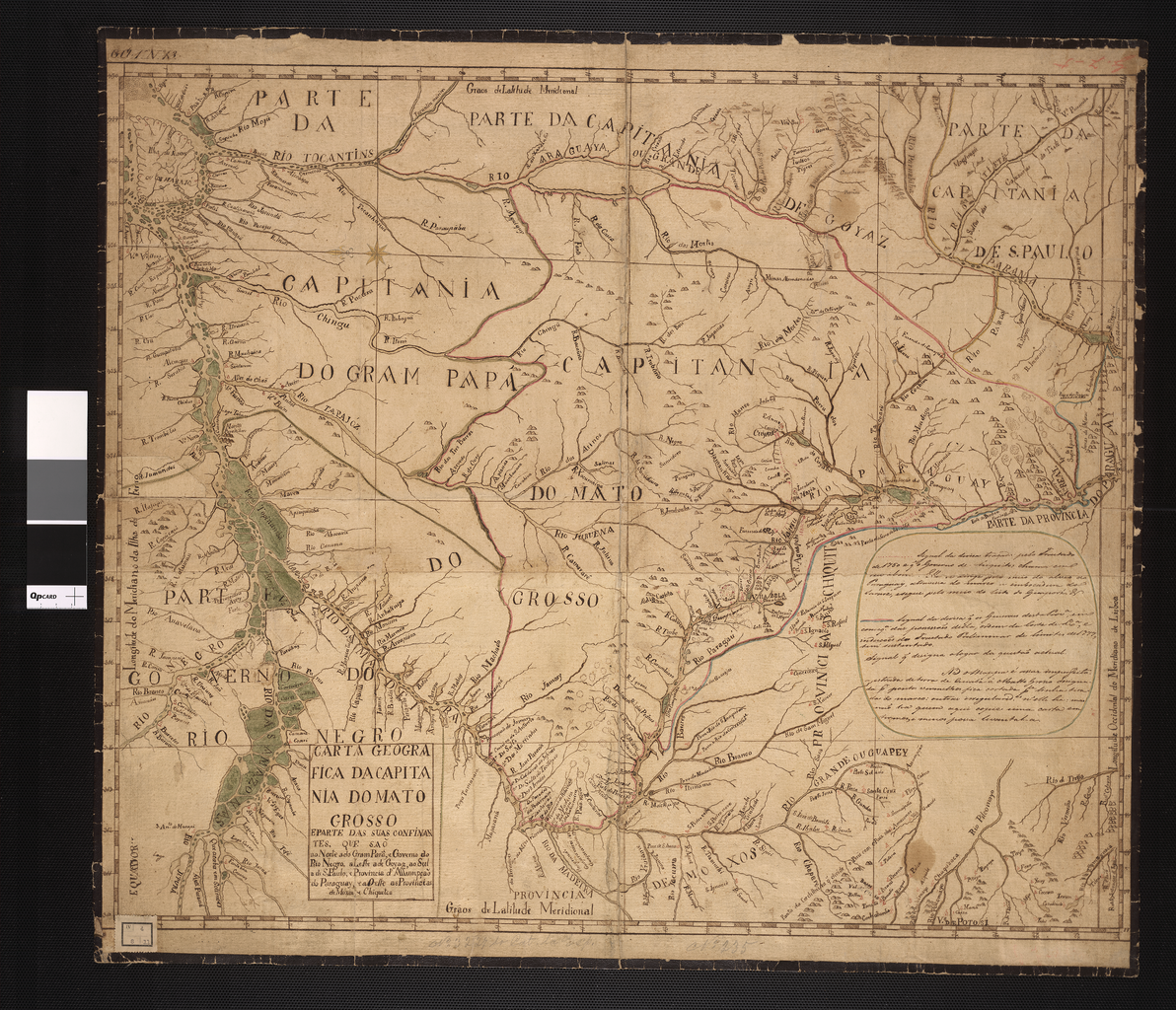
Karte des Kapitanats um 1800
Umriss von Mato Grosso 1817

Das Gebiet ist heute in die drei Bundesstaaten Mato Grosso, Mato Grosso do Sul im Süden und Rondônia im Nordwesten (ehemaliges Guaporé-Gebiet) aufgeteilt.

## Generalkapitäne
| Nr. | Name | Bild | Beginn der Amtszeit | Ende der Amtszeit |
| --- | --- | ---- | ------------------- | ----------------- |
| 1   | Antônio Rolim de Moura Tavares Conde de Azambuja                                                                       |      | 9. Mai 1748         | 1. Dez. 1765      |
| 2   | João Pedro da Câmara                                                                                                   |      | 1. Dez. 1765        | 3. Jan. 1769      |
| 3   | Luís Pinto de Sousa Coutinho Visconde de Balsemão                                                                      |      | 3. Jan. 1769        | 13. Dez. 1772     |
| 4   | Luís de Albuquerque de Melo Pereira e Cáceres                                                                          |      | 13. Dez. 1772       | 20. Nov. 1789     |
| 5   | João de Albuquerque de Melo Pereira e Cáceres                                                                          |      | 20. Nov. 1789       | 28. Feb. 1796     |
| —   | 1. Regierungsjunta Antonio da Silva Amaral, Präsident Ricardo Franco de Almeida Serra Marcelino Ribeiro                |      | 28. Feb. 1796       | 6. Nov. 1796      |
| 6   | Caetano Pinto de Miranda Montenegro marquês de Vila Real da Praia Grande                                               |      | 6. Nov. 1796        | 6. Juni 1803      |
| —   | 2. Regierungsjunta Manoel Joaquim Ribeiro, Präsident José Felipe da Cunha José da Costa Lima                           |      | 6. Juni 1803        | 28. Juli 1804     |
| 7   | Manuel Carlos de Abreu e Meneses                                                                                       |      | 28. Juli 1804       | 8. Nov. 1805      |
| —   | 3. Regierungsjunta Sebastião Pita de Castro, Präsident Antonio Felipe da Cunha Pontes José da Costa Lima               |      | 8. Nov. 1805        | 1806              |
| —   | 4. Regierungsjunta Gaspar Pereira da Silva Navarro, Präsident Ricardo Franco de Almeida Serra Francisco Sales de Brito |      | 1806                | 18. Nov. 1807     |
| 8   | João Carlos Augusto von Oyenhausen-Gravenburg                                                                          |      | 18. Nov. 1807       | 6. Jan. 1819      |
| 9   | Francisco de Paula Magessi Tavares de Carvalho                                                                         |      | 6. Jan. 1819        | 20. Aug. 1821     |